# Тапия, Рамон
Рамо́н Тапи́я Сапа́та (исп. Ramón Tapia Zapata; 17 марта 1932, Антофагаста — 11 апреля 1984) — чилийский боксёр второй средней весовой категории. В середине 1950-х годов выступал за сборную Чили: серебряный призёр летних Олимпийских игр в Мельбурне, четырёхкратный чемпион национального первенства, участник многих международных турниров и матчевых встреч. В период 1959—1963 боксировал на профессиональном уровне, но без особых достижений.

## Биография
Рамон Тапия родился 17 марта 1932 года в городе Антофагаста. Активно заниматься боксом начал в раннем детстве, проходил подготовку в одном из местных боксёрских клубов. Первого серьёзного успеха на ринге добился в 1953 году, когда стал чемпионом Чили среди любителей (впоследствии повторил это достижение ещё три раза подряд). Благодаря череде удачных выступлений удостоился права защищать честь страны на летних Олимпийских играх в Мельбурне — сумел дойти здесь до финальной стадии второй средней весовой категории, но в решающем матче был нокаутирован советским боксёром Геннадием Шатковым.
Получив серебряную олимпийскую медаль, Тапия ещё в течение некоторого времени продолжал выходить на ринг в составе национальной сборной, затем в 1959 году решил попробовать себя среди профессионалов и покинул расположение команды. С большими перерывами провёл семь профессиональных боёв, был претендентом на титул чемпиона Чили в среднем весе, тем не менее, большинство своих поединков проиграл и в 1963 году завершил карьеру спортсмена.
Умер 11 апреля 1984 года.